# 女神になりたい〜for a yours〜
「女神になりたい〜for a yours〜」（めがみになりたい フォー・ア・ユアーズ）は、奥井雅美の通算25作目のシングルである。

## 背景
- 前月と翌月にわたり3ヶ月連続でリリースされたシングルの第2弾。
- 「only one, No.1」「CUTIE」に続く『Di Gi Charat』シリーズの主題歌で[1]、前年に放送された「クリスマススペシャル」、この年に放送された「お花見スペシャル」「なつやすみスペシャル」の主題歌になっている。なお「クリスマススペシャル」では1番の歌詞が、「お花見スペシャル」「なつやすみスペシャル」では2番の歌詞が使用されている。
- カップリングに「only one, No.1」のライヴ音源が収録されている。

## 収録曲
| 全作詞: 奥井雅美、全作曲・編曲: 矢吹俊郎。 |                                                 |          |            |      |
| #                                          | タイトル                                        | 作詞     | 作曲・編曲 | 時間 |
| 1.                                         | 「女神になりたい〜for a yours〜」               | 奥井雅美 | 矢吹俊郎   | 4:32 |
| 2.                                         | 「女神になりたい〜for a yours〜」(instrumental) | 奥井雅美 | 矢吹俊郎   | 4:32 |
| 3.                                         | 「only one, No.1」(Live ver.)                   | 奥井雅美 | 矢吹俊郎   | 4:01 |
| 合計時間:                                  | 合計時間:                                       | 13:05    |            |      |

## 参加ミュージシャン
| 女神になりたい〜for a yours〜 - Synthesizer programming & keyboards & guitars : 矢吹俊郎 - Solo Bass : 山田正人 - Sax : 藤陵雅裕 - Chorus : 奥井雅美, 副田研二 - Mix : 矢吹俊郎 - Mastering Engineer : Akira Ando | only one, No.1 (Live ver.) - Drums : 佐藤強一 - Bass : 住吉中 - Guitar : 中川雅也, 遠藤太郎, 渡辺格 - Keyboards : 大平勉 - Sax : 藤陵雅裕 - Chorus : 遠藤ケロ, 竹内千佳 - Mix : 矢吹俊郎 - Mastering Engineer : Akira Ando |

## メディアでの使用
| # | 曲名                              | タイアップ                                                               | 出典  |
| - | --------------------------------- | ------------------------------------------------------------------------ | ----- |
| 1 | 「女神になりたい〜for a yours〜」 | TBS系テレビアニメ『Di Gi Charat クリスマススペシャル』オープニングテーマ | [ 3 ] |
| 1 | 「女神になりたい〜for a yours〜」 | TBS系テレビアニメ『Di Gi Charat お花見スペシャル』オープニングテーマ     |       |
| 1 | 「女神になりたい〜for a yours〜」 | TBS系テレビアニメ『Di Gi Charat 夏休みスペシャル』オープニングテーマ     |       |